# Värnamo distrikt
Värnamo distrikt är ett distrikt i Värnamo kommun och Jönköpings län. 
Distriktet ligger i och omkring  Värnamo.

## Tidigare administrativ tillhörighet
Distriktet inrättades 2016 och utgörs av det område som före 1971 utgjorde Värnamo stad, vari Värnamo socken uppgått 1947.
Området motsvarar den omfattning Värnamo församling hade vid årsskiftet 1999/2000.